# شهرستان چیانوی
شهرستان چیانوی (به لاتین: Qianwei County) یک منطقهٔ مسکونی در چین است که در لیشان واقع شده‌است.